# Marele război

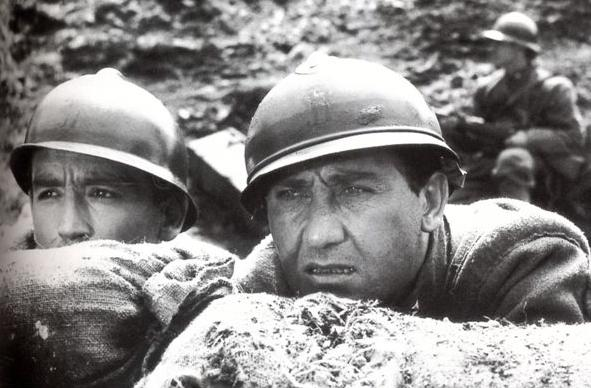
Vittorio Gassman și Alberto Sordi într-o scenă din film

Sordi, Mangano și Gassman într-o pauză de filmare la Marele război

Marele război (titlul original: La grande guerra) este un film artistic de coproducție franco-italiană, realizat în 1959 de regizorul Mario Monicelli, film care aparține proeminentelor lucrări ale genului Commedia all'italiana. Protagoniștii filmului sunt actorii Vittorio Gassman, Alberto Sordi și Silvana Mangano. 
De asemenea este considerat unul din cele mai bune filme italiene de război și o capodoperă pentru istoria cinematografiei.

## Conținut
Anul 1916. Italieni duc lupte crâncene împotriva armatei austro-ungare, pentru eliberarea teritoriului lor. Romanul Oreste Jacovacci și milanezul Giovanni Busacca se cunosc la chemarea sub arme. Oreste promite lui Giovanni că îi rezolvă trecerea la reformă în schimbul unei sume de bani, dar de fapt a fost doar o păcăleală. Cei doi se reîntâlnesc în trenul care îi ducea pe front. După gâlceava de rigoare iscată de Giovanni pentru ce a pățit, încep totuși să se simpatizeze și devin prieteni. Deși au caractere total diferite, sunt uniți totuși în dorința de a evita orice pericol și de a termina nevătămați războiul. Trec prin numeroase peripeții în timpul instrucției, în luptă 
sau în puținele ore de permisie. În seara premergătoare a unei lupte, amândoi părăsesc compania lor fără permisie. Giovanni petrece noaptea cu prostituata Constantina, care îi șterpelește portofelul. Ziua următoare Giovanni ia parte la bătălia sângeroasă, care se termina prin capturarea de la trupele Austriece a armamentului. Oreste este trimis împreună cu Giovanni în oraș ca să facă rost de provizii. Giovanni întâlnind iarăși pe Constantina, reușește să recupereze portofelul și își dă seama că e îndrăgostit de ea. Oreste și Giovanni rămân peste noapte în oraș, printre altele să scape și de luptele ce se duc în zona unde se afla compania lor. 
Dimineața următoare, constată că unitatea lor a fost decimată, iar locuitorii îi tratează ca pe supraviețuitori ai luptei. Amândoi se hotărăsc de data asta, să evadeze. Însă după o discuție cu văduva unui camarad căzut în luptă, se decid să se întoarcă totuși la compania lor, ba mai mult, o ajută pe aceasta dându-i ei toți banii pe care îi aveau. 
Din nou la companie, sunt trimiși curieri într-o misiune specială dar sunt luați prizonieri de austrieci și sunt interogați, vrând să afle informații despre un ponton construit de italieni pentru transportul de întăriri

## Distribuție
- Alberto Sordi - Oreste Jacovacci
- Vittorio Gassman - Giovanni Busacca
- Silvana Mangano - Costantina
- Romolo Valli - locotenent Gallina
- Folco Lulli - Giuseppe Bordin
- Bernard Blier - căpitanul Castelli
- Vittorio Sanipoli - maiorul Segre
- Nicola Arigliano - Giardino
- Geronimo Meynier - curierul
- Mario Valdemarin - sublocotenentul Loquenzi
- Elsa Vazzoler - soția lui Bordin
- Tiberio Murgia - Rosario Nicotra
- Livio Lorenzon - sergentul Battiferri
- Ferruccio Amendola - De Concini
- Gianni Baghino - un soldat
- Carlo D'Angelo - căpitanul Ferri
- Achille Compagnoni - capelanul
- Luigi Fainelli - Giacomazzi
- Marcello Giorda - generalul
- Tiberio Mitri - Mandich
- Gérard Herter - căpitanul austriac
- Guido Celano - maiorul italian
- Leandro Punturi - copilul
- Mario Feliciani
- Mario Mazza
- Mario Colli
- Mario Frera
- Gian Luigi Polidoro
- Edda Ferronao

## Premii și nominalizări
- 1959 Festivalul din Veneția fimul a obtinut premiul Leul de Aur

- 1960 Nominalizare Oscar pentru cel mai bun film străin

- 1960 Nastro d'argento: două premii ale Sindacato Nazionale Giornalisti Cinematografici Italiani
  - Premiul cel mai bun actor protagonist pentru Alberto Sordi
  - Premiu pentru cel mai bun scenariu pentru Mario Garbuglia

- 1960 David di Donatello
  - Premiul cel mai bun actor protagonist pentru  Vittorio Gassman și Alberto Sordi
  - Premiul pentru cel mai bun film